# Niek Vossebelt
Niek Vossebelt (Harderwijk, 8 augustus 1991) is een Nederlands voetballer die bij voorkeur als middenvelder speelt.

## Carrière
Vossebelt komt uit de jeugdopleiding van FC Zwolle en debuteerde daarvoor op 8 augustus 2009 in het profvoetbal, in de verloren uitwedstrijd bij AGOVV Apeldoorn (2–0). Zijn eerste doelpunt maakte hij op 28 augustus 2009 toen Zwolle met 0–3 won uit bij FC Volendam. Zijn broer Thomas Vossebelt speelde in het seizoen 2008/09 voor FC Zwolle. Aan het eind van het seizoen 2009/10 liep Vossebelts contract bij Zwolle af. De club bood hem een verlenging aan, maar hij verkoos in te gaan op een aanbod van Willem II, waar hij een driejarig contract tekende.
Op 7 augustus 2010 maakte Vossebelt zijn debuut voor Willem II tegen Heracles Almelo (3–0 nederlaag). Hij degradeerde dat jaar met de Tilburgers naar de Eerste divisie, om daarmee een jaar later weer te promoveren naar de eredivisie, via de nacompetitie. In het seizoen 2012/13 maakte hij vervolgens zijn tweede degradatie mee met Willem II en in 2013/14 ook zijn tweede promotie, deze keer door kampioen te worden van de Eerste divisie. Gedurende de aanloop naar het seizoen 2014/15 werd duidelijk dat Vossebelt geen grote rol had in de plannen van coach Jurgen Streppel voor het nieuwe voetbaljaar. Daarom werd in september 2014 in overleg zijn contract bij Willem II ontbonden. Na één seizoen te hebben gespeeld voor FC Emmen tekende Vossebelt in juni 2015 transfervrij een contract voor twee seizoenen bij FC Den Bosch. Vossebelt tekende op 24 februari 2017 een contract tot medio 2019 bij FC Den Bosch. Medio 2020 ging hij naar Roda JC Kerkrade.

### Carrièrestatistieken
| Seizoen                     | Club             | Competitie      | Competitie | Competitie | Beker | Beker | Overig | Overig | Totaal | Totaal |
| Seizoen                     | Club             | Competitie      | Wed.       | Dlp.       | Wed.  | Dlp.  | Wed.   | Dlp.   | Wed.   | Dlp.   |
| --------------------------- | ---------------- | --------------- | ---------- | ---------- | ----- | ----- | ------ | ------ | ------ | ------ |
| 2009/10                     | FC Zwolle        | Eerste divisie  | 27         | 3          | 1     | 0     | 1      | 0      | 29     | 3      |
| 2010/11                     | Willem II        | Eredivisie      | 18         | 0          | 1     | 0     | –      | –      | 19     | 0      |
| 2011/12                     | Willem II        | Eerste divisie  | 24         | 2          | 1     | 0     | 3      | 0      | 28     | 2      |
| 2012/13                     | Willem II        | Eredivisie      | 22         | 3          | 0     | 0     | –      | –      | 22     | 3      |
| 2013/14                     | Willem II        | Eerste divisie  | 22         | 1          | 1     | 0     | –      | –      | 23     | 1      |
| 2014/15                     | FC Emmen         | Eerste divisie  | 25         | 4          | 1     | 0     | 2      | 0      | 28     | 4      |
| 2015/16                     | FC Den Bosch     | Eerste divisie  | 29         | 1          | 3     | 0     | –      | –      | 32     | 1      |
| 2016/17                     | FC Den Bosch     | Eerste divisie  | 28         | 5          | 1     | 0     | –      | –      | 29     | 5      |
| 2017/18                     | FC Den Bosch     | Eerste divisie  | 37         | 15         | 1     | 0     | –      | –      | 38     | 15     |
| 2018/19                     | Almere City      | Eerste divisie  | 26         | 7          | 1     | 0     | 1      | 1      | 28     | 8      |
| 2019/20                     | Almere City      | Eerste divisie  | 16         | 2          | 1     | 0     | –      | –      | 17     | 2      |
| 2020/21                     | Roda JC Kerkrade | Eerste divisie  | 31         | 3          | 1     | 0     | 2      | 0      | 34     | 3      |
| 2021/22                     | Roda JC Kerkrade | Eerste divisie  | 30         | 2          | 2     | 0     | 2      | 0      | 34     | 2      |
| 2022/23                     | Roda JC Kerkrade | Eerste divisie  | 34         | 2          | 1     | 0     | –      | –      | 35     | 2      |
| 2023/24                     | Roda JC Kerkrade | Eerste divisie  | 10         | 0          | 0     | 0     | 1      | 0      | 11     | 0      |
| Carrière totaal             | Carrière totaal  | Carrière totaal | 379        | 50         | 16    | 0     | 12     | 1      | 407    | 51     |
| Bijgewerkt tot 18 mei 2024. |                  |                 |            |            |       |       |        |        |        |        |